# Megachile terminalis
Megachile terminalis är en biart som beskrevs av Smith 1858. Megachile terminalis ingår i släktet tapetserarbin, och familjen buksamlarbin. Inga underarter finns listade i Catalogue of Life.